# Megaselia maculithorax
Megaselia maculithorax är en tvåvingeart som beskrevs av Borgmeier 1971. Megaselia maculithorax ingår i släktet Megaselia och familjen puckelflugor. Inga underarter finns listade i Catalogue of Life.